# Louise von Hessen (1817–1898)

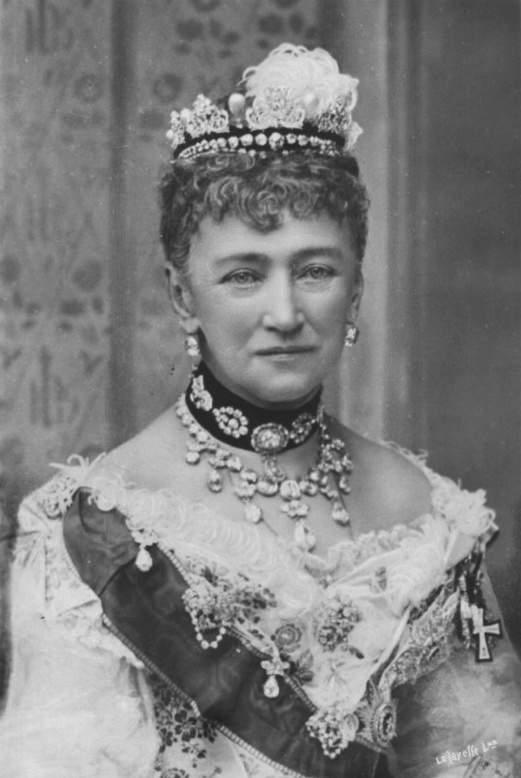
Louise von Hessen als Königin von Dänemark (1893)

Louise Wilhelmine Friederike Caroline Auguste Julie von Hessen VA (* 7. September 1817 in Kassel; † 29. September 1898 auf Schloss Bernstorff in Dänemark) war von 1863 bis zu ihrem Tod Königin von Dänemark.

## Leben

### Herkunft
Louise wurde als Tochter des Titular-Landgrafen Wilhelm von Hessen-Kassel-Rumpenheim (1787–1867) und dessen Gemahlin, Louise Charlotte von Dänemark (1789–1864), Tochter des dänischen Erbprinzen Friedrich (1753–1805) und dessen Gattin Prinzessin Sophie Friederike von Mecklenburg (1758–1794), geboren. Sie war eine Nichte des dänischen Königs Christian VIII. (1786–1848) und eine Cousine von König Friedrich VII. (1808–1863). Darüber hinaus war sie eine Ur-Enkelin des dänischen und norwegischen Königs Friedrich V. Aus ihrer Abstammung aus dem alten dänischen Königshaus leitet sich auch ihr Anspruch auf die dänische Thronfolge ab.

### Ehe und Nachkommen
Louise heiratete am 26. Mai 1842 auf Schloss Amalienborg ihren Cousin (2. Grades) Prinz Christian aus dem Hause Schleswig-Holstein-Sonderburg-Glücksburg (1818–1906), vierter Sohn des Herzogs Friedrich Wilhelm und der Prinzessin Luise Karoline von Hessen-Kassel. Aus der Verbindung gingen sechs Kinder hervor:
- Friedrich VIII. (1843–1912, ab 1906 König von Dänemark)

⚭ 1869 Prinzessin Louise von Schweden-Norwegen (1851–1926)
- Alexandra (1844–1925, ab 1901 Königin von Großbritannien, ab 1910 Titel Königinmutter)

⚭ 1863 König Eduard VII. von Großbritannien und Irland (1841–1910)

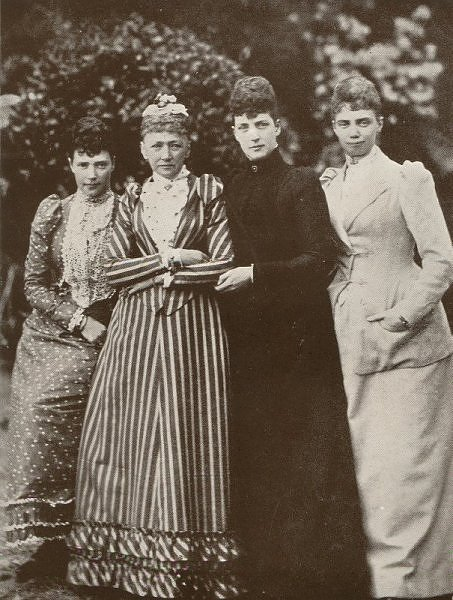
Von links nach rechts: Zarin Maria Fjodorowna, Königin Louise von Dänemark, Alexandra, Princess of Wales und Kronprinzessin Thyra von Hannover (1882)

- Wilhelm (1845–1913, ab 1863 König Georg I. von Griechenland)

⚭ 1867 Großfürstin Olga von Russland (1851–1926)
- Dagmar (Maria Fjodorowna) (1847–1928)

⚭ 1866 Zar Alexander III. (1845–1894)
- Thyra (1853–1933)

⚭ 1878 Prinz Ernst August (II.) von Hannover (1845–1923)
- Waldemar (1858–1939)

⚭ 1885 Prinzessin Marie d’Orléans (1865–1909)

### Königin
Königin Louise und ihr Mann wurden Stammeltern der jetzigen Glücksburger Linie auf dem dänischen Thron. Bekannt wurden sie auch als „Europas Schwiegervater bzw. -mutter“. Die Eheschließung ihrer ältesten Tochter Alexandra 1863 war der Beginn einer Epoche, in deren Verlauf sich der dänische Hof zum Brennpunkt im damaligen herrschaftlichen Europa entwickelte.
Bereits 1853 war Prinz Christian, der in direkter Linie – aber weit zurückreichend – vom Oldenburger Königshaus abstammte, zum Nachfolger des kinderlosen Königs Friedrich VII. bestimmt worden. Dabei wurden seine Ansprüche auf die dänische Krone mit denen seiner Frau vereint. Nach dem Tod Friedrichs am 15. November 1863 auf Schloss Glücksburg bestieg Christian als König Christian IX. den dänischen Thron.
Königin Louise starb am 29. September 1898 auf Schloss Bernstorff im Alter von 81 Jahren. Sie wurde im Dom zu Roskilde, der traditionelle Begräbnisort der dänischen Könige, auf der Insel Seeland beigesetzt.
Der große Sarkophag aus weißem Marmor, in dem König Christian IX. und Königin Louise gemeinsam ihre Letzte Ruhe fanden, wurde von Edvard Eriksen und dem Architekten Hack Kampmann entworfen. Der Sarkophag ist umgeben von drei Skulpturen, symbolisierend Erinnerung, Liebe und Trauer.

## Erwähnenswertes

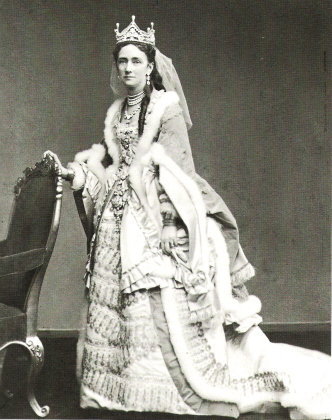
Louise von Hessen als Königin von Dänemark (1860er)

- Ihre jüngste Tochter, Prinzessin Thyra, verliebte sich in einen bürgerlichen Leutnant der Kavallerie, Wilhelm Friedemann Marcher (1841–1872). Als sie kurz darauf schwanger wurde, reiste sie zu ihrem Bruder nach Athen, um einen Skandal zu vermeiden. Der dänischen Presse wurde mitgeteilt, dass die Prinzessin an Gelbsucht erkrankt sei. In Athen brachte Thyra am 8. November 1871 ein Mädchen zur Welt. Das Kind wurde von der Familie Rasmus und Anne Marie Jørgensen adoptiert und bekam den Namen Maria Katharina (Kate) (1871–1964). Der Kindsvater, Wilhelm Friedemann Marcher, wählte am 4. Januar 1872 den Freitod nach einer Konfrontation mit König Christian IX.[2]
- Die Nachkommen von Louise und Christian finden sich in den fürstlichen Familien folgender Länder: Belgien, Frankreich, Griechenland, Großbritannien, Jugoslawien, Luxemburg, Monaco, Norwegen, Rumänien, Russland, Schweden, Spanien, Deutschland und Österreich.
- In einer 2002/2003 vom dänischen Fernsehen produzierten Dokumentarserie über König Christian IX. und seine europäische Nachkommenschaft bildete das Stammschloss Glücksburg den Ausgangspunkt für die Dreharbeiten. Die mehrteilige Serie war in Dänemark ein großer Erfolg und wurde mittlerweile in über 100 Ländern ausgestrahlt. Begleitend zur Serie erschien ein Bildband, der inzwischen mehrere Auflagen erlebte.
- In Kopenhagen ist Dronning Louises Bro, eine bekannte Brücke, welche die Innenstadt mit Nørrebro verbindet, nach Louise benannt.

## Vorfahren
|  |                                                                                |  |  |  |  |  |  |  |  |  |  |  |  |
|  | Friedrich II. Landgraf von Hessen-Kassel (1720–1785)                           |  |  |  |  |  |  |  |  |  |  |  |  |
|  |                                                                                |  |  |  |  |  |  |  |  |  |  |  |  |
|  |                                                                                |  |  |  |  |  |  |  |  |  |  |  |  |
|  | Friedrich von Hessen-Kassel-Rumpenheim (1747–1837)                             |  |  |  |  |  |  |  |  |  |  |  |  |
|  |                                                                                |  |  |  |  |  |  |  |  |  |  |  |  |
|  |                                                                                |  |  |  |  |  |  |  |  |  |  |  |  |
|  | Maria von Großbritannien (1723–1772)                                           |  |  |  |  |  |  |  |  |  |  |  |  |
|  |                                                                                |  |  |  |  |  |  |  |  |  |  |  |  |
|  |                                                                                |  |  |  |  |  |  |  |  |  |  |  |  |
|  | Wilhelm von Hessen (Titular-Landgraf von Hessen-Kassel-Rumpenheim) (1787–1867) |  |  |  |  |  |  |  |  |  |  |  |  |
|  |                                                                                |  |  |  |  |  |  |  |  |  |  |  |  |
|  |                                                                                |  |  |  |  |  |  |  |  |  |  |  |  |
|  | Karl Wilhelm von Nassau-Usingen (1735–1803)                                    |  |  |  |  |  |  |  |  |  |  |  |  |
|  |                                                                                |  |  |  |  |  |  |  |  |  |  |  |  |
|  |                                                                                |  |  |  |  |  |  |  |  |  |  |  |  |
|  | Karoline Polyxena von Nassau-Usingen (1762–1823)                               |  |  |  |  |  |  |  |  |  |  |  |  |
|  |                                                                                |  |  |  |  |  |  |  |  |  |  |  |  |
|  |                                                                                |  |  |  |  |  |  |  |  |  |  |  |  |
|  | Karoline Felicitas zu Leiningen-Langsberg-Heidesheim (1734–1810)               |  |  |  |  |  |  |  |  |  |  |  |  |
|  |                                                                                |  |  |  |  |  |  |  |  |  |  |  |  |
|  |                                                                                |  |  |  |  |  |  |  |  |  |  |  |  |
|  | Louise von Hessen-Kassel                                                       |  |  |  |  |  |  |  |  |  |  |  |  |
|  |                                                                                |  |  |  |  |  |  |  |  |  |  |  |  |
|  |                                                                                |  |  |  |  |  |  |  |  |  |  |  |  |
|  | Friedrich V. König von Dänemark, (1723–1766)                                   |  |  |  |  |  |  |  |  |  |  |  |  |
|  |                                                                                |  |  |  |  |  |  |  |  |  |  |  |  |
|  |                                                                                |  |  |  |  |  |  |  |  |  |  |  |  |
|  | Friedrich von Dänemark (1753–1805)                                             |  |  |  |  |  |  |  |  |  |  |  |  |
|  |                                                                                |  |  |  |  |  |  |  |  |  |  |  |  |
|  |                                                                                |  |  |  |  |  |  |  |  |  |  |  |  |
|  | Juliane von Braunschweig-Wolfenbüttel (1729–1796)                              |  |  |  |  |  |  |  |  |  |  |  |  |
|  |                                                                                |  |  |  |  |  |  |  |  |  |  |  |  |
|  |                                                                                |  |  |  |  |  |  |  |  |  |  |  |  |
|  | Louise Charlotte von Dänemark (1789–1864)                                      |  |  |  |  |  |  |  |  |  |  |  |  |
|  |                                                                                |  |  |  |  |  |  |  |  |  |  |  |  |
|  |                                                                                |  |  |  |  |  |  |  |  |  |  |  |  |
|  | Ludwig zu Mecklenburg (1725–1778)                                              |  |  |  |  |  |  |  |  |  |  |  |  |
|  |                                                                                |  |  |  |  |  |  |  |  |  |  |  |  |
|  |                                                                                |  |  |  |  |  |  |  |  |  |  |  |  |
|  | Sophie Friederike von Mecklenburg (1758–1794)                                  |  |  |  |  |  |  |  |  |  |  |  |  |
|  |                                                                                |  |  |  |  |  |  |  |  |  |  |  |  |
|  |                                                                                |  |  |  |  |  |  |  |  |  |  |  |  |
|  | Charlotte Sophie von Sachsen-Coburg-Saalfeld (1731–1810)                       |  |  |  |  |  |  |  |  |  |  |  |  |
|  |                                                                                |  |  |  |  |  |  |  |  |  |  |  |  |
|  |                                                                                |  |  |  |  |  |  |  |  |  |  |  |  |

## Nachkommen in den Monarchien in Europa
Diese direkten Nachkommen von Louise und Christian sitzen aktuell auf dem Königsthron: Charles III. König des Vereinigten Königreichs, Konstantin II. König von Griechenland (bis zur Abschaffung der Monarchie am 1. Juni 1973), Philippe König der Belgier, Frederik X. König von Dänemark und Harald V. König von Norwegen.
| Louise von Hessen (1817–1898) ⚭ 1842 Christian IX. König von Dänemark 1863–1906 (1818–1906)                                               | | | | | |  |  | | | | | | |  |  | | | | | | |  |  | | | | | | |  |  | | | | | | |  |  |  |  |  |  |  |  |  |  |  |  |  |  |  |  |  |  |  |  |  |  |  |  |  |  |  |  |  |  |
| | | | | | |  |  | | | | | | |  |  | | | | | | |  |  | | | | | | |  |  | | | | | | |  |  |  |  |  |  |  |  |  |  |  |  |  |  |  |  |  |  |  |  |  |  |  |  |  |  |  |  |  |  |
| | | | | | |  |  | | | | | | |  |  | | | | | | |  |  | | | | | | |  |  | | | | | | |  |  |  |  |  |  |  |  |  |  |  |  |  |  |  |  |  |  |  |  |  |  |  |  |  |  |  |  |  |  |
| Georg I. von Griechenland (1845–1913) ⚭ 1867 Olga Konstantinowna Romanowa (1851–1926)                                                     | Georg I. von Griechenland (1845–1913) ⚭ 1867 Olga Konstantinowna Romanowa (1851–1926)                                                     | Georg I. von Griechenland (1845–1913) ⚭ 1867 Olga Konstantinowna Romanowa (1851–1926)                                                     | Georg I. von Griechenland (1845–1913) ⚭ 1867 Olga Konstantinowna Romanowa (1851–1926)                                                     | Georg I. von Griechenland (1845–1913) ⚭ 1867 Olga Konstantinowna Romanowa (1851–1926)                                                     | Georg I. von Griechenland (1845–1913) ⚭ 1867 Olga Konstantinowna Romanowa (1851–1926)                                                     |  |  | | | | | | |  |  | Friedrich VIII. König von Dänemark 1906–1912 (1843–1912) ⚭ 1869 Louise von Schweden-Norwegen (1851–1926) | Friedrich VIII. König von Dänemark 1906–1912 (1843–1912) ⚭ 1869 Louise von Schweden-Norwegen (1851–1926) | Friedrich VIII. König von Dänemark 1906–1912 (1843–1912) ⚭ 1869 Louise von Schweden-Norwegen (1851–1926) | Friedrich VIII. König von Dänemark 1906–1912 (1843–1912) ⚭ 1869 Louise von Schweden-Norwegen (1851–1926) | Friedrich VIII. König von Dänemark 1906–1912 (1843–1912) ⚭ 1869 Louise von Schweden-Norwegen (1851–1926) | Friedrich VIII. König von Dänemark 1906–1912 (1843–1912) ⚭ 1869 Louise von Schweden-Norwegen (1851–1926) |  |  | | | | | | |  |  | | | | | | |  |  |  |  |  |  |  |  |  |  |  |  |  |  |  |  |  |  |  |  |  |  |  |  |  |  |  |  |  |  |
| Georg I. von Griechenland (1845–1913) ⚭ 1867 Olga Konstantinowna Romanowa (1851–1926)                                                     | Georg I. von Griechenland (1845–1913) ⚭ 1867 Olga Konstantinowna Romanowa (1851–1926)                                                     | Georg I. von Griechenland (1845–1913) ⚭ 1867 Olga Konstantinowna Romanowa (1851–1926)                                                     | Georg I. von Griechenland (1845–1913) ⚭ 1867 Olga Konstantinowna Romanowa (1851–1926)                                                     | Georg I. von Griechenland (1845–1913) ⚭ 1867 Olga Konstantinowna Romanowa (1851–1926)                                                     | Georg I. von Griechenland (1845–1913) ⚭ 1867 Olga Konstantinowna Romanowa (1851–1926)                                                     |  |  | | | | | | |  |  | Friedrich VIII. König von Dänemark 1906–1912 (1843–1912) ⚭ 1869 Louise von Schweden-Norwegen (1851–1926) | Friedrich VIII. König von Dänemark 1906–1912 (1843–1912) ⚭ 1869 Louise von Schweden-Norwegen (1851–1926) | Friedrich VIII. König von Dänemark 1906–1912 (1843–1912) ⚭ 1869 Louise von Schweden-Norwegen (1851–1926) | Friedrich VIII. König von Dänemark 1906–1912 (1843–1912) ⚭ 1869 Louise von Schweden-Norwegen (1851–1926) | Friedrich VIII. König von Dänemark 1906–1912 (1843–1912) ⚭ 1869 Louise von Schweden-Norwegen (1851–1926) | Friedrich VIII. König von Dänemark 1906–1912 (1843–1912) ⚭ 1869 Louise von Schweden-Norwegen (1851–1926) |  |  | | | | | | |  |  | | | | | | |  |  |  |  |  |  |  |  |  |  |  |  |  |  |  |  |  |  |  |  |  |  |  |  |  |  |  |  |  |  |
| | | | | | |  |  | | | | | | |  |  | | | | | | |  |  | | | | | | |  |  | | | | | | |  |  |  |  |  |  |  |  |  |  |  |  |  |  |  |  |  |  |  |  |  |  |  |  |  |  |  |  |  |  |
| Andreas von Griechenland (1882–1944) ⚭ 1903 Alice von Battenberg (1885–1969)                                                              | Andreas von Griechenland (1882–1944) ⚭ 1903 Alice von Battenberg (1885–1969)                                                              | Andreas von Griechenland (1882–1944) ⚭ 1903 Alice von Battenberg (1885–1969)                                                              | Andreas von Griechenland (1882–1944) ⚭ 1903 Alice von Battenberg (1885–1969)                                                              | Andreas von Griechenland (1882–1944) ⚭ 1903 Alice von Battenberg (1885–1969)                                                              | Andreas von Griechenland (1882–1944) ⚭ 1903 Alice von Battenberg (1885–1969)                                                              |  |  | Konstantin I. König von Griechenland 1913–1917, 1920–1922 (1868–1923) ⚭ 1889 Prinzessin Sophie von Preußen (1870–1932) | Konstantin I. König von Griechenland 1913–1917, 1920–1922 (1868–1923) ⚭ 1889 Prinzessin Sophie von Preußen (1870–1932) | Konstantin I. König von Griechenland 1913–1917, 1920–1922 (1868–1923) ⚭ 1889 Prinzessin Sophie von Preußen (1870–1932) | Konstantin I. König von Griechenland 1913–1917, 1920–1922 (1868–1923) ⚭ 1889 Prinzessin Sophie von Preußen (1870–1932) | Konstantin I. König von Griechenland 1913–1917, 1920–1922 (1868–1923) ⚭ 1889 Prinzessin Sophie von Preußen (1870–1932) | Konstantin I. König von Griechenland 1913–1917, 1920–1922 (1868–1923) ⚭ 1889 Prinzessin Sophie von Preußen (1870–1932) |  |  | {{{IngCD}}}                                                                                              | {{{IngCD}}}                                                                                              | {{{IngCD}}}                                                                                              | {{{IngCD}}}                                                                                              | {{{IngCD}}}                                                                                              | {{{IngCD}}}                                                                                              |  |  | Christian X. König von Dänemark und Island 1912–1947 (1870–1947) ⚭ 1898 Herzogin Alexandrine von Mecklenburg-Schwerin (1879–1952) | Christian X. König von Dänemark und Island 1912–1947 (1870–1947) ⚭ 1898 Herzogin Alexandrine von Mecklenburg-Schwerin (1879–1952) | Christian X. König von Dänemark und Island 1912–1947 (1870–1947) ⚭ 1898 Herzogin Alexandrine von Mecklenburg-Schwerin (1879–1952) | Christian X. König von Dänemark und Island 1912–1947 (1870–1947) ⚭ 1898 Herzogin Alexandrine von Mecklenburg-Schwerin (1879–1952) | Christian X. König von Dänemark und Island 1912–1947 (1870–1947) ⚭ 1898 Herzogin Alexandrine von Mecklenburg-Schwerin (1879–1952) | Christian X. König von Dänemark und Island 1912–1947 (1870–1947) ⚭ 1898 Herzogin Alexandrine von Mecklenburg-Schwerin (1879–1952) |  |  | Haakon VII. König von Norwegen 1905–1957 (1872–1957) ⚭ 1896 Prinzessin Maud von Großbritannien und Irland (1869–1938) | Haakon VII. König von Norwegen 1905–1957 (1872–1957) ⚭ 1896 Prinzessin Maud von Großbritannien und Irland (1869–1938) | Haakon VII. König von Norwegen 1905–1957 (1872–1957) ⚭ 1896 Prinzessin Maud von Großbritannien und Irland (1869–1938) | Haakon VII. König von Norwegen 1905–1957 (1872–1957) ⚭ 1896 Prinzessin Maud von Großbritannien und Irland (1869–1938) | Haakon VII. König von Norwegen 1905–1957 (1872–1957) ⚭ 1896 Prinzessin Maud von Großbritannien und Irland (1869–1938) | Haakon VII. König von Norwegen 1905–1957 (1872–1957) ⚭ 1896 Prinzessin Maud von Großbritannien und Irland (1869–1938) |  |  |  |  |  |  |  |  |  |  |  |  |  |  |  |  |  |  |  |  |  |  |  |  |  |  |  |  |  |  |
| Andreas von Griechenland (1882–1944) ⚭ 1903 Alice von Battenberg (1885–1969)                                                              | Andreas von Griechenland (1882–1944) ⚭ 1903 Alice von Battenberg (1885–1969)                                                              | Andreas von Griechenland (1882–1944) ⚭ 1903 Alice von Battenberg (1885–1969)                                                              | Andreas von Griechenland (1882–1944) ⚭ 1903 Alice von Battenberg (1885–1969)                                                              | Andreas von Griechenland (1882–1944) ⚭ 1903 Alice von Battenberg (1885–1969)                                                              | Andreas von Griechenland (1882–1944) ⚭ 1903 Alice von Battenberg (1885–1969)                                                              |  |  | Konstantin I. König von Griechenland 1913–1917, 1920–1922 (1868–1923) ⚭ 1889 Prinzessin Sophie von Preußen (1870–1932) | Konstantin I. König von Griechenland 1913–1917, 1920–1922 (1868–1923) ⚭ 1889 Prinzessin Sophie von Preußen (1870–1932) | Konstantin I. König von Griechenland 1913–1917, 1920–1922 (1868–1923) ⚭ 1889 Prinzessin Sophie von Preußen (1870–1932) | Konstantin I. König von Griechenland 1913–1917, 1920–1922 (1868–1923) ⚭ 1889 Prinzessin Sophie von Preußen (1870–1932) | Konstantin I. König von Griechenland 1913–1917, 1920–1922 (1868–1923) ⚭ 1889 Prinzessin Sophie von Preußen (1870–1932) | Konstantin I. König von Griechenland 1913–1917, 1920–1922 (1868–1923) ⚭ 1889 Prinzessin Sophie von Preußen (1870–1932) |  |  | {{{IngCD}}}                                                                                              | {{{IngCD}}}                                                                                              | {{{IngCD}}}                                                                                              | {{{IngCD}}}                                                                                              | {{{IngCD}}}                                                                                              | {{{IngCD}}}                                                                                              |  |  | Christian X. König von Dänemark und Island 1912–1947 (1870–1947) ⚭ 1898 Herzogin Alexandrine von Mecklenburg-Schwerin (1879–1952) | Christian X. König von Dänemark und Island 1912–1947 (1870–1947) ⚭ 1898 Herzogin Alexandrine von Mecklenburg-Schwerin (1879–1952) | Christian X. König von Dänemark und Island 1912–1947 (1870–1947) ⚭ 1898 Herzogin Alexandrine von Mecklenburg-Schwerin (1879–1952) | Christian X. König von Dänemark und Island 1912–1947 (1870–1947) ⚭ 1898 Herzogin Alexandrine von Mecklenburg-Schwerin (1879–1952) | Christian X. König von Dänemark und Island 1912–1947 (1870–1947) ⚭ 1898 Herzogin Alexandrine von Mecklenburg-Schwerin (1879–1952) | Christian X. König von Dänemark und Island 1912–1947 (1870–1947) ⚭ 1898 Herzogin Alexandrine von Mecklenburg-Schwerin (1879–1952) |  |  | Haakon VII. König von Norwegen 1905–1957 (1872–1957) ⚭ 1896 Prinzessin Maud von Großbritannien und Irland (1869–1938) | Haakon VII. König von Norwegen 1905–1957 (1872–1957) ⚭ 1896 Prinzessin Maud von Großbritannien und Irland (1869–1938) | Haakon VII. König von Norwegen 1905–1957 (1872–1957) ⚭ 1896 Prinzessin Maud von Großbritannien und Irland (1869–1938) | Haakon VII. König von Norwegen 1905–1957 (1872–1957) ⚭ 1896 Prinzessin Maud von Großbritannien und Irland (1869–1938) | Haakon VII. König von Norwegen 1905–1957 (1872–1957) ⚭ 1896 Prinzessin Maud von Großbritannien und Irland (1869–1938) | Haakon VII. König von Norwegen 1905–1957 (1872–1957) ⚭ 1896 Prinzessin Maud von Großbritannien und Irland (1869–1938) |  |  |  |  |  |  |  |  |  |  |  |  |  |  |  |  |  |  |  |  |  |  |  |  |  |  |  |  |  |  |
| Philip, Duke of Edinburgh (1921–2021) Philip MOUNTBATTEN von Griechenland und Dänemark ⚭ 1947 Königin Elisabeth II. 1952–2022 (1926–2022) | Philip, Duke of Edinburgh (1921–2021) Philip MOUNTBATTEN von Griechenland und Dänemark ⚭ 1947 Königin Elisabeth II. 1952–2022 (1926–2022) | Philip, Duke of Edinburgh (1921–2021) Philip MOUNTBATTEN von Griechenland und Dänemark ⚭ 1947 Königin Elisabeth II. 1952–2022 (1926–2022) | Philip, Duke of Edinburgh (1921–2021) Philip MOUNTBATTEN von Griechenland und Dänemark ⚭ 1947 Königin Elisabeth II. 1952–2022 (1926–2022) | Philip, Duke of Edinburgh (1921–2021) Philip MOUNTBATTEN von Griechenland und Dänemark ⚭ 1947 Königin Elisabeth II. 1952–2022 (1926–2022) | Philip, Duke of Edinburgh (1921–2021) Philip MOUNTBATTEN von Griechenland und Dänemark ⚭ 1947 Königin Elisabeth II. 1952–2022 (1926–2022) |  |  | Paul I. König von Griechenland 1947–1964 (1901–1964) ⚭ 1938 Prinzessin Friederike von Hannover (1917–1981)             | Paul I. König von Griechenland 1947–1964 (1901–1964) ⚭ 1938 Prinzessin Friederike von Hannover (1917–1981)             | Paul I. König von Griechenland 1947–1964 (1901–1964) ⚭ 1938 Prinzessin Friederike von Hannover (1917–1981)             | Paul I. König von Griechenland 1947–1964 (1901–1964) ⚭ 1938 Prinzessin Friederike von Hannover (1917–1981)             | Paul I. König von Griechenland 1947–1964 (1901–1964) ⚭ 1938 Prinzessin Friederike von Hannover (1917–1981)             | Paul I. König von Griechenland 1947–1964 (1901–1964) ⚭ 1938 Prinzessin Friederike von Hannover (1917–1981)             |  |  | Prinzessin Astrid von Schweden (1905–1935) ⚭ 1926 Leopold III. König der Belgier 1934–1951 (1901–1983)   | Prinzessin Astrid von Schweden (1905–1935) ⚭ 1926 Leopold III. König der Belgier 1934–1951 (1901–1983)   | Prinzessin Astrid von Schweden (1905–1935) ⚭ 1926 Leopold III. König der Belgier 1934–1951 (1901–1983)   | Prinzessin Astrid von Schweden (1905–1935) ⚭ 1926 Leopold III. König der Belgier 1934–1951 (1901–1983)   | Prinzessin Astrid von Schweden (1905–1935) ⚭ 1926 Leopold III. König der Belgier 1934–1951 (1901–1983)   | Prinzessin Astrid von Schweden (1905–1935) ⚭ 1926 Leopold III. König der Belgier 1934–1951 (1901–1983)   |  |  | Frederik IX. König von Dänemark 1947–1972 (1899–1972) ⚭ 1935 Prinzessin Ingrid von Schweden (1910–2000)                           | Frederik IX. König von Dänemark 1947–1972 (1899–1972) ⚭ 1935 Prinzessin Ingrid von Schweden (1910–2000)                           | Frederik IX. König von Dänemark 1947–1972 (1899–1972) ⚭ 1935 Prinzessin Ingrid von Schweden (1910–2000)                           | Frederik IX. König von Dänemark 1947–1972 (1899–1972) ⚭ 1935 Prinzessin Ingrid von Schweden (1910–2000)                           | Frederik IX. König von Dänemark 1947–1972 (1899–1972) ⚭ 1935 Prinzessin Ingrid von Schweden (1910–2000)                           | Frederik IX. König von Dänemark 1947–1972 (1899–1972) ⚭ 1935 Prinzessin Ingrid von Schweden (1910–2000)                           |  |  | Olav V. König von Norwegen 1957–1991 (1903–1991) ⚭ 1929 Prinzessin Märtha von Schweden (1901–1954)                    | Olav V. König von Norwegen 1957–1991 (1903–1991) ⚭ 1929 Prinzessin Märtha von Schweden (1901–1954)                    | Olav V. König von Norwegen 1957–1991 (1903–1991) ⚭ 1929 Prinzessin Märtha von Schweden (1901–1954)                    | Olav V. König von Norwegen 1957–1991 (1903–1991) ⚭ 1929 Prinzessin Märtha von Schweden (1901–1954)                    | Olav V. König von Norwegen 1957–1991 (1903–1991) ⚭ 1929 Prinzessin Märtha von Schweden (1901–1954)                    | Olav V. König von Norwegen 1957–1991 (1903–1991) ⚭ 1929 Prinzessin Märtha von Schweden (1901–1954)                    |  |  |  |  |  |  |  |  |  |  |  |  |  |  |  |  |  |  |  |  |  |  |  |  |  |  |  |  |  |  |
| Philip, Duke of Edinburgh (1921–2021) Philip MOUNTBATTEN von Griechenland und Dänemark ⚭ 1947 Königin Elisabeth II. 1952–2022 (1926–2022) | Philip, Duke of Edinburgh (1921–2021) Philip MOUNTBATTEN von Griechenland und Dänemark ⚭ 1947 Königin Elisabeth II. 1952–2022 (1926–2022) | Philip, Duke of Edinburgh (1921–2021) Philip MOUNTBATTEN von Griechenland und Dänemark ⚭ 1947 Königin Elisabeth II. 1952–2022 (1926–2022) | Philip, Duke of Edinburgh (1921–2021) Philip MOUNTBATTEN von Griechenland und Dänemark ⚭ 1947 Königin Elisabeth II. 1952–2022 (1926–2022) | Philip, Duke of Edinburgh (1921–2021) Philip MOUNTBATTEN von Griechenland und Dänemark ⚭ 1947 Königin Elisabeth II. 1952–2022 (1926–2022) | Philip, Duke of Edinburgh (1921–2021) Philip MOUNTBATTEN von Griechenland und Dänemark ⚭ 1947 Königin Elisabeth II. 1952–2022 (1926–2022) |  |  | Paul I. König von Griechenland 1947–1964 (1901–1964) ⚭ 1938 Prinzessin Friederike von Hannover (1917–1981)             | Paul I. König von Griechenland 1947–1964 (1901–1964) ⚭ 1938 Prinzessin Friederike von Hannover (1917–1981)             | Paul I. König von Griechenland 1947–1964 (1901–1964) ⚭ 1938 Prinzessin Friederike von Hannover (1917–1981)             | Paul I. König von Griechenland 1947–1964 (1901–1964) ⚭ 1938 Prinzessin Friederike von Hannover (1917–1981)             | Paul I. König von Griechenland 1947–1964 (1901–1964) ⚭ 1938 Prinzessin Friederike von Hannover (1917–1981)             | Paul I. König von Griechenland 1947–1964 (1901–1964) ⚭ 1938 Prinzessin Friederike von Hannover (1917–1981)             |  |  | Prinzessin Astrid von Schweden (1905–1935) ⚭ 1926 Leopold III. König der Belgier 1934–1951 (1901–1983)   | Prinzessin Astrid von Schweden (1905–1935) ⚭ 1926 Leopold III. König der Belgier 1934–1951 (1901–1983)   | Prinzessin Astrid von Schweden (1905–1935) ⚭ 1926 Leopold III. König der Belgier 1934–1951 (1901–1983)   | Prinzessin Astrid von Schweden (1905–1935) ⚭ 1926 Leopold III. König der Belgier 1934–1951 (1901–1983)   | Prinzessin Astrid von Schweden (1905–1935) ⚭ 1926 Leopold III. König der Belgier 1934–1951 (1901–1983)   | Prinzessin Astrid von Schweden (1905–1935) ⚭ 1926 Leopold III. König der Belgier 1934–1951 (1901–1983)   |  |  | Frederik IX. König von Dänemark 1947–1972 (1899–1972) ⚭ 1935 Prinzessin Ingrid von Schweden (1910–2000)                           | Frederik IX. König von Dänemark 1947–1972 (1899–1972) ⚭ 1935 Prinzessin Ingrid von Schweden (1910–2000)                           | Frederik IX. König von Dänemark 1947–1972 (1899–1972) ⚭ 1935 Prinzessin Ingrid von Schweden (1910–2000)                           | Frederik IX. König von Dänemark 1947–1972 (1899–1972) ⚭ 1935 Prinzessin Ingrid von Schweden (1910–2000)                           | Frederik IX. König von Dänemark 1947–1972 (1899–1972) ⚭ 1935 Prinzessin Ingrid von Schweden (1910–2000)                           | Frederik IX. König von Dänemark 1947–1972 (1899–1972) ⚭ 1935 Prinzessin Ingrid von Schweden (1910–2000)                           |  |  | Olav V. König von Norwegen 1957–1991 (1903–1991) ⚭ 1929 Prinzessin Märtha von Schweden (1901–1954)                    | Olav V. König von Norwegen 1957–1991 (1903–1991) ⚭ 1929 Prinzessin Märtha von Schweden (1901–1954)                    | Olav V. König von Norwegen 1957–1991 (1903–1991) ⚭ 1929 Prinzessin Märtha von Schweden (1901–1954)                    | Olav V. König von Norwegen 1957–1991 (1903–1991) ⚭ 1929 Prinzessin Märtha von Schweden (1901–1954)                    | Olav V. König von Norwegen 1957–1991 (1903–1991) ⚭ 1929 Prinzessin Märtha von Schweden (1901–1954)                    | Olav V. König von Norwegen 1957–1991 (1903–1991) ⚭ 1929 Prinzessin Märtha von Schweden (1901–1954)                    |  |  |  |  |  |  |  |  |  |  |  |  |  |  |  |  |  |  |  |  |  |  |  |  |  |  |  |  |  |  |
| König Charles III. seit 2022 (* 1948) ⚭ 1981 Diana Spencer (1961–1997)                                                                    | König Charles III. seit 2022 (* 1948) ⚭ 1981 Diana Spencer (1961–1997)                                                                    | König Charles III. seit 2022 (* 1948) ⚭ 1981 Diana Spencer (1961–1997)                                                                    | König Charles III. seit 2022 (* 1948) ⚭ 1981 Diana Spencer (1961–1997)                                                                    | König Charles III. seit 2022 (* 1948) ⚭ 1981 Diana Spencer (1961–1997)                                                                    | König Charles III. seit 2022 (* 1948) ⚭ 1981 Diana Spencer (1961–1997)                                                                    |  |  | König Konstantin II. von Griechenland 1964-1973 (1940–2023) ⚭ 1964 Prinzessin Anne-Marie von Dänemark (* 1946)         | König Konstantin II. von Griechenland 1964-1973 (1940–2023) ⚭ 1964 Prinzessin Anne-Marie von Dänemark (* 1946)         | König Konstantin II. von Griechenland 1964-1973 (1940–2023) ⚭ 1964 Prinzessin Anne-Marie von Dänemark (* 1946)         | König Konstantin II. von Griechenland 1964-1973 (1940–2023) ⚭ 1964 Prinzessin Anne-Marie von Dänemark (* 1946)         | König Konstantin II. von Griechenland 1964-1973 (1940–2023) ⚭ 1964 Prinzessin Anne-Marie von Dänemark (* 1946)         | König Konstantin II. von Griechenland 1964-1973 (1940–2023) ⚭ 1964 Prinzessin Anne-Marie von Dänemark (* 1946)         |  |  | Albert II. König der Belgier 1993–2013 (* 1934) ⚭ 1959 Paola Ruffo di Calabria (* 1937)                  | Albert II. König der Belgier 1993–2013 (* 1934) ⚭ 1959 Paola Ruffo di Calabria (* 1937)                  | Albert II. König der Belgier 1993–2013 (* 1934) ⚭ 1959 Paola Ruffo di Calabria (* 1937)                  | Albert II. König der Belgier 1993–2013 (* 1934) ⚭ 1959 Paola Ruffo di Calabria (* 1937)                  | Albert II. König der Belgier 1993–2013 (* 1934) ⚭ 1959 Paola Ruffo di Calabria (* 1937)                  | Albert II. König der Belgier 1993–2013 (* 1934) ⚭ 1959 Paola Ruffo di Calabria (* 1937)                  |  |  | Margrethe II. Königin von Dänemark (1972–2024) (* 1940) ⚭ 1967 Henri de Laborde de Monpezat (1934–2018)                           | Margrethe II. Königin von Dänemark (1972–2024) (* 1940) ⚭ 1967 Henri de Laborde de Monpezat (1934–2018)                           | Margrethe II. Königin von Dänemark (1972–2024) (* 1940) ⚭ 1967 Henri de Laborde de Monpezat (1934–2018)                           | Margrethe II. Königin von Dänemark (1972–2024) (* 1940) ⚭ 1967 Henri de Laborde de Monpezat (1934–2018)                           | Margrethe II. Königin von Dänemark (1972–2024) (* 1940) ⚭ 1967 Henri de Laborde de Monpezat (1934–2018)                           | Margrethe II. Königin von Dänemark (1972–2024) (* 1940) ⚭ 1967 Henri de Laborde de Monpezat (1934–2018)                           |  |  | Harald V. König von Norwegen seit 1991 (* 1937) ⚭ 1968 Sonja von Norwegen (* 1937)                                    | Harald V. König von Norwegen seit 1991 (* 1937) ⚭ 1968 Sonja von Norwegen (* 1937)                                    | Harald V. König von Norwegen seit 1991 (* 1937) ⚭ 1968 Sonja von Norwegen (* 1937)                                    | Harald V. König von Norwegen seit 1991 (* 1937) ⚭ 1968 Sonja von Norwegen (* 1937)                                    | Harald V. König von Norwegen seit 1991 (* 1937) ⚭ 1968 Sonja von Norwegen (* 1937)                                    | Harald V. König von Norwegen seit 1991 (* 1937) ⚭ 1968 Sonja von Norwegen (* 1937)                                    |  |  |  |  |  |  |  |  |  |  |  |  |  |  |  |  |  |  |  |  |  |  |  |  |  |  |  |  |  |  |
| König Charles III. seit 2022 (* 1948) ⚭ 1981 Diana Spencer (1961–1997)                                                                    | König Charles III. seit 2022 (* 1948) ⚭ 1981 Diana Spencer (1961–1997)                                                                    | König Charles III. seit 2022 (* 1948) ⚭ 1981 Diana Spencer (1961–1997)                                                                    | König Charles III. seit 2022 (* 1948) ⚭ 1981 Diana Spencer (1961–1997)                                                                    | König Charles III. seit 2022 (* 1948) ⚭ 1981 Diana Spencer (1961–1997)                                                                    | König Charles III. seit 2022 (* 1948) ⚭ 1981 Diana Spencer (1961–1997)                                                                    |  |  | König Konstantin II. von Griechenland 1964-1973 (1940–2023) ⚭ 1964 Prinzessin Anne-Marie von Dänemark (* 1946)         | König Konstantin II. von Griechenland 1964-1973 (1940–2023) ⚭ 1964 Prinzessin Anne-Marie von Dänemark (* 1946)         | König Konstantin II. von Griechenland 1964-1973 (1940–2023) ⚭ 1964 Prinzessin Anne-Marie von Dänemark (* 1946)         | König Konstantin II. von Griechenland 1964-1973 (1940–2023) ⚭ 1964 Prinzessin Anne-Marie von Dänemark (* 1946)         | König Konstantin II. von Griechenland 1964-1973 (1940–2023) ⚭ 1964 Prinzessin Anne-Marie von Dänemark (* 1946)         | König Konstantin II. von Griechenland 1964-1973 (1940–2023) ⚭ 1964 Prinzessin Anne-Marie von Dänemark (* 1946)         |  |  | Albert II. König der Belgier 1993–2013 (* 1934) ⚭ 1959 Paola Ruffo di Calabria (* 1937)                  | Albert II. König der Belgier 1993–2013 (* 1934) ⚭ 1959 Paola Ruffo di Calabria (* 1937)                  | Albert II. König der Belgier 1993–2013 (* 1934) ⚭ 1959 Paola Ruffo di Calabria (* 1937)                  | Albert II. König der Belgier 1993–2013 (* 1934) ⚭ 1959 Paola Ruffo di Calabria (* 1937)                  | Albert II. König der Belgier 1993–2013 (* 1934) ⚭ 1959 Paola Ruffo di Calabria (* 1937)                  | Albert II. König der Belgier 1993–2013 (* 1934) ⚭ 1959 Paola Ruffo di Calabria (* 1937)                  |  |  | Margrethe II. Königin von Dänemark (1972–2024) (* 1940) ⚭ 1967 Henri de Laborde de Monpezat (1934–2018)                           | Margrethe II. Königin von Dänemark (1972–2024) (* 1940) ⚭ 1967 Henri de Laborde de Monpezat (1934–2018)                           | Margrethe II. Königin von Dänemark (1972–2024) (* 1940) ⚭ 1967 Henri de Laborde de Monpezat (1934–2018)                           | Margrethe II. Königin von Dänemark (1972–2024) (* 1940) ⚭ 1967 Henri de Laborde de Monpezat (1934–2018)                           | Margrethe II. Königin von Dänemark (1972–2024) (* 1940) ⚭ 1967 Henri de Laborde de Monpezat (1934–2018)                           | Margrethe II. Königin von Dänemark (1972–2024) (* 1940) ⚭ 1967 Henri de Laborde de Monpezat (1934–2018)                           |  |  | Harald V. König von Norwegen seit 1991 (* 1937) ⚭ 1968 Sonja von Norwegen (* 1937)                                    | Harald V. König von Norwegen seit 1991 (* 1937) ⚭ 1968 Sonja von Norwegen (* 1937)                                    | Harald V. König von Norwegen seit 1991 (* 1937) ⚭ 1968 Sonja von Norwegen (* 1937)                                    | Harald V. König von Norwegen seit 1991 (* 1937) ⚭ 1968 Sonja von Norwegen (* 1937)                                    | Harald V. König von Norwegen seit 1991 (* 1937) ⚭ 1968 Sonja von Norwegen (* 1937)                                    | Harald V. König von Norwegen seit 1991 (* 1937) ⚭ 1968 Sonja von Norwegen (* 1937)                                    |  |  |  |  |  |  |  |  |  |  |  |  |  |  |  |  |  |  |  |  |  |  |  |  |  |  |  |  |  |  |
| William, Prinz von Wales (* 1982) ⚭ 2011 Catherine Middleton (* 1982)                                                                     | William, Prinz von Wales (* 1982) ⚭ 2011 Catherine Middleton (* 1982)                                                                     | William, Prinz von Wales (* 1982) ⚭ 2011 Catherine Middleton (* 1982)                                                                     | William, Prinz von Wales (* 1982) ⚭ 2011 Catherine Middleton (* 1982)                                                                     | William, Prinz von Wales (* 1982) ⚭ 2011 Catherine Middleton (* 1982)                                                                     | William, Prinz von Wales (* 1982) ⚭ 2011 Catherine Middleton (* 1982)                                                                     |  |  | | | | | | |  |  | Philippe, König der Belgier seit 2013 (* 1960) ⚭ 1999 Mathilde d’Udekem d’Acoz (* 1973)                  | Philippe, König der Belgier seit 2013 (* 1960) ⚭ 1999 Mathilde d’Udekem d’Acoz (* 1973)                  | Philippe, König der Belgier seit 2013 (* 1960) ⚭ 1999 Mathilde d’Udekem d’Acoz (* 1973)                  | Philippe, König der Belgier seit 2013 (* 1960) ⚭ 1999 Mathilde d’Udekem d’Acoz (* 1973)                  | Philippe, König der Belgier seit 2013 (* 1960) ⚭ 1999 Mathilde d’Udekem d’Acoz (* 1973)                  | Philippe, König der Belgier seit 2013 (* 1960) ⚭ 1999 Mathilde d’Udekem d’Acoz (* 1973)                  |  |  | Frederik X. König von Dänemark seit 2024 (* 1968) ⚭ 2004 Mary Elizabeth Donaldson (* 1972)                                        | Frederik X. König von Dänemark seit 2024 (* 1968) ⚭ 2004 Mary Elizabeth Donaldson (* 1972)                                        | Frederik X. König von Dänemark seit 2024 (* 1968) ⚭ 2004 Mary Elizabeth Donaldson (* 1972)                                        | Frederik X. König von Dänemark seit 2024 (* 1968) ⚭ 2004 Mary Elizabeth Donaldson (* 1972)                                        | Frederik X. König von Dänemark seit 2024 (* 1968) ⚭ 2004 Mary Elizabeth Donaldson (* 1972)                                        | Frederik X. König von Dänemark seit 2024 (* 1968) ⚭ 2004 Mary Elizabeth Donaldson (* 1972)                                        |  |  | | | | | | |  |  |  |  |  |  |  |  |  |  |  |  |  |  |  |  |  |  |  |  |  |  |  |  |  |  |  |  |  |  |